# Палеопатология
Палеопатология (от др.-греч. παλαιος — «старый», πάθος — «страдание, боль, болезнь» и λογος — «слово, понятие, учение») — наука о болезнях организмов, обитавших на Земле в прошлом. В частности, следы заболеваний и травм обнаружены во многих случаях у человека на всём пути его становления, начиная от питекантропа и неандертальца. Палеопатология является междисциплинарной наукой, охватывая знания из многих научных направлений, включая клиническую патологию, остеологию, эпидемиологию, социальную антропологию.

## Исследования динозавров
Изучение древних болезней и травматических повреждений даёт учёным уникальное понимание поведенческой экологии и физиологии животных прошлого, а также условий, в которых они жили. Впоследствии это понимание может быть использовано для реконструкции палеобиологии вымерших видов. Подобно тому, как болезни и травмы являются обычным явлением в жизни животных, палеопатологии достаточно распространены в летописи окаменелостей. Свидетельства о травмах и заболеваниях широко распространены среди основных групп динозавров, включая орнитопод, цератопсов, тиреофор, маргиноцефал, завропод и теропод. Несмотря на то, что диагностика заболеваний или травм в ископаемых образцах представляет собой сложную задачу, палеонтологи к настоящему времени выявили широкий спектр патологических состояний в костях динозавров, таких как переломы с замедленным заживлением, стрессовые переломы, остеомиелит, следы укусов или царапины, травматическая ампутация, спондилоартропатия, неоплазия, септический артрит, рак или рост опухоли, остеосаркома, псевдоартроз или «ложный сустав», развивающаяся остеодисплазия, подагра, гистиоцитоз, возрастная болезнь отложения пирофосфата кальция, сосудистые паразиты, инфекционные заболевания и респираторные инфекции птичьего типа.
Исторически сложилось, что изучение древних болезней проводилось в основном посредством грубых морфологических наблюдений, которые имеют ограниченную диагностическую ценность. В последнее время достижения в технологиях диагностики микроструктуры костей, сочетающие микроскопию с компьютерной томографией стали жизненно важными инструментами для исследования патологических процессов и открыли новую эру палеопатологических исследований.